# Borys Bukrejew
Borys Jakowytsch Bukrejew (ukrainisch Борис Якович Букреєв, wiss. Transliteration Borys Jakovyč Bukrejev; * 24. Augustjul. / 5. September 1859greg. in Lgow, Gouvernement Kursk, Russisches Kaiserreich; † 2. Oktober 1962 in Kiew) war ein ukrainischer Mathematiker.

## Leben
Er war nach seiner Promotion ab 1889 Professor für Mathematik an der Universität Kiew. Seine Forschungen wurden insbesondere durch Michail Waschtschenko-Sachartschenko beeinflusst.
Bukrejews Arbeiten widmeten sich der Funktionentheorie und den Differentialgleichungen. Er beschäftigte sich hier vor allem mit der Theorie und den Anwendungsmöglichkeiten sogenannter fuchsscher Funktionen mit Rang null. Weiterhin setzte er sich mit der Geometrie (besonders projektive und nichteuklidische), Differentialinvarianten- und parameter in der Flächentheorie sowie der Geschichte der Mathematik auseinander.

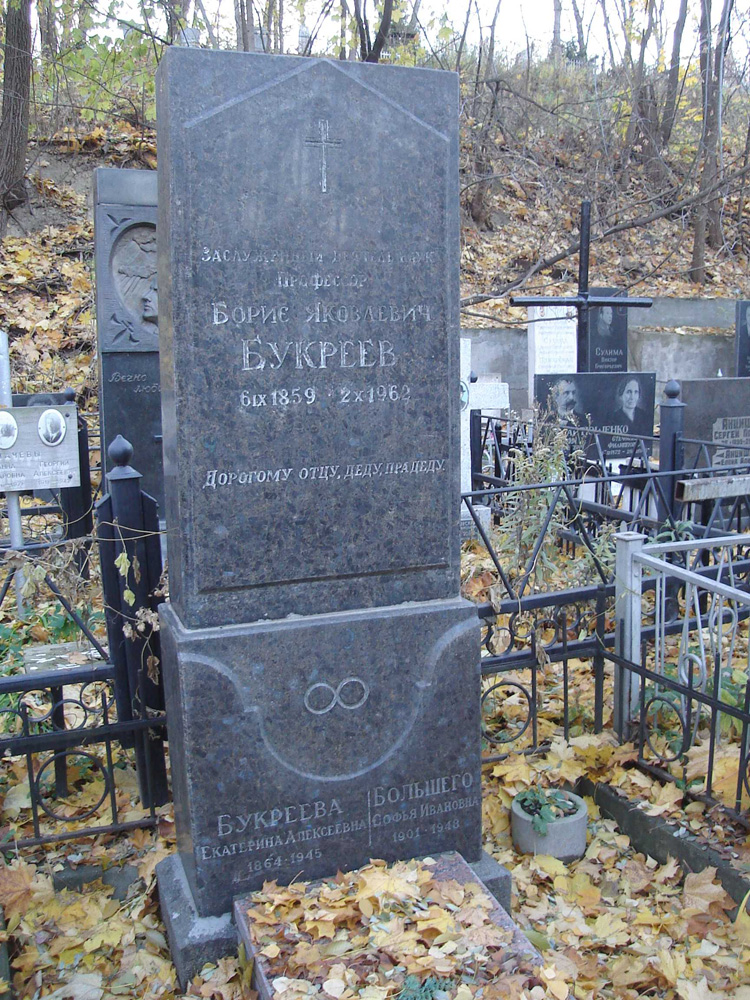

## Schriften
Zu seinen einflussreichsten Veröffentlichungen zählen A Course on Applications of Differential and Integral Calculus to Geometry (1930), An Introduction to the Calculus of Variations (1934) und Non-Euclidean Planimetry in Analytic Terms  (1947).